# Gilda Radner

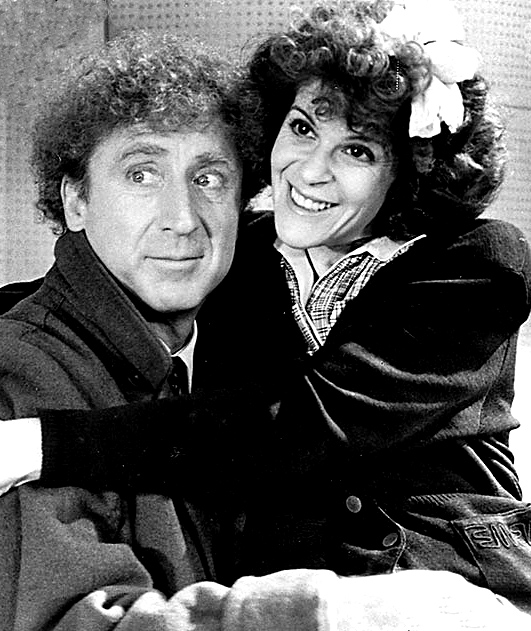
Gilda Radner en Gene Wilder (1986)

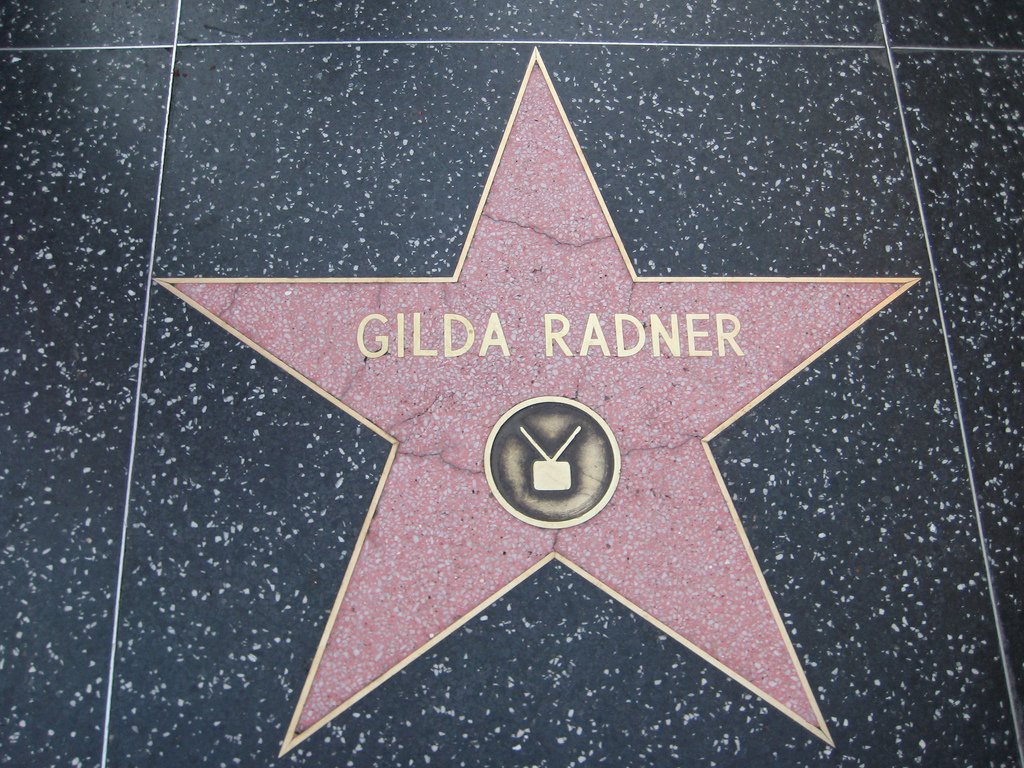
Radners ster op de Hollywood Walk of Fame.

Gilda Susan Radner (Detroit (Michigan), 28 juni 1946 - Los Angeles, 20 mei 1989) was een Amerikaans actrice en comédienne.

## Loopbaan
Ze begon haar carrière in 1973-1974 in New York in het satirische radioprogramma The National Lampoon Radio Hour, waaraan ook Bill Murray, Chevy Chase, Harold Ramis en John Belushi deelnamen. Ze werd in de hele VS populair met satirische sketches en imitaties in de comedy-televisieshow Saturday Night Live, waaraan ze vast verbonden was van 1975 tot 1980 als lid van de groep 'Not Ready for Prime Time Players' (met onder anderen Belushi, Chase, Lily Tomlin en Dan Aykroyd). In 1978 won ze daarmee een Emmy Award voor beste vrouwelijke bijrol. Zij gebruikte welbewust haar Joodse identiteit in haar comedy, waarmee ze een belangrijke bijdrage leverde aan de doorbraak van Joodse vrouwen op de Amerikaanse televisie.
Aan haar Broadway-show Gilda Radner - Live from New York werkte als bandleider de gitarist G.E. Smith mee, met wie ze in 1979 trouwde. Ze scheidden al in 1982, nadat ze Gene Wilder had leren kennen bij de opnamen voor Sidney Poitiers comedy-speelfilm Hanky Panky. Met hem trouwde ze in 1984.
Na Hanky Panky maakte ze meer Hollywood-films, waaronder The Woman in Red en Haunted Honeymoon, beide van en met Wilder, maar haar carrière duurde slechts kort doordat ze halverwege de jaren tachtig te kampen kreeg met eierstokkanker. Radner overleed op 42-jarige leeftijd. Gene Wilder richtte daarna twee organisaties op voor kankerbestrijding: het Gilda Radner Ovarian Cancer Detection Center in Los Angeles en de wijdvertakte Gilda's Club die zich toelegt op ondersteuning van patiënten.
Gilda Radner kreeg in 1990 postuum een Grammy Award en werd op 27 juni 2003 geëerd met een ster op de Hollywood Walk of Fame.

## Filmografie

### Televisie
| Jaar      | Programma / Serie                | Rol                                                                                | Opmerking    |
| --------- | -------------------------------- | ---------------------------------------------------------------------------------- | ------------ |
| 1974      | Jack: A Flash Fantasy            | Jill of Hearts                                                                     |              |
| 1974      | The Gift of Winter               | Nicely, Malicious, verteller                                                       | stem         |
| 1974-1975 | Dr. Zonk and the Zunkins         |                                                                                    | stem         |
| 1975-1980 | Saturday Night Live              | diverse rollen                                                                     | Emmy Award   |
| 1978      | All You Need Is Cash             | Mrs. Emily Pules                                                                   |              |
| 1978      | The Muppet Show                  | Gilda Radner                                                                       | gastoptreden |
| 1978      | Witch's Night Out                | heks                                                                               | stem         |
| 1979      | Bob & Ray, Jane, Laraine & Gilda | Gilda Radner                                                                       |              |
| 1980      | Animalympics                     | Barbara Warbler, Brenda Springer, Coralee Perrier, Tatiana Tushenko, Doree Turnell | stem         |

### Film
| Jaar | Film                   | Rol                     | Opmerking    |
| ---- | ---------------------- | ----------------------- | ------------ |
| 1973 | The Last Detail        | Lid van Nichiren Shoshu |              |
| 1979 | Mr. Mike's Mondo Video | Gilda Radner            |              |
| 1980 | Gilda Live             | diverse rollen          |              |
| 1980 | First Family           | Gloria Link             |              |
| 1982 | Hanky Panky            | Kate Hellman            |              |
| 1982 | It Came from Hollywood | Gilda Radner            | documentaire |
| 1984 | The Woman in Red       | Ms. Millner             |              |
| 1985 | Movers & Shakers       | Livia Machado           |              |
| 1986 | Haunted Honeymoon      | Vickie Pearle           |              |

## Boeken
- Gilda Radner : It’s Always Something, Simon & Schuster, 1989, 269 pag.
- David Saltman : Gilda: An Intimate Portrait, Contemporary Books, 1993, 246 pag.
- M. Steven Piver, Gene Wilder : Gilda's Disease: Sharing Personal Experiences and a Medical Perspective on Ovarian Cancer, Three Rivers Press, 1998, 188 pag.
- Gene Wilder : Kiss Me Like A Stranger: My Search for Love and Art, St. Martin's Griffin, 2006, 272 pag.